# Ропа в'єха

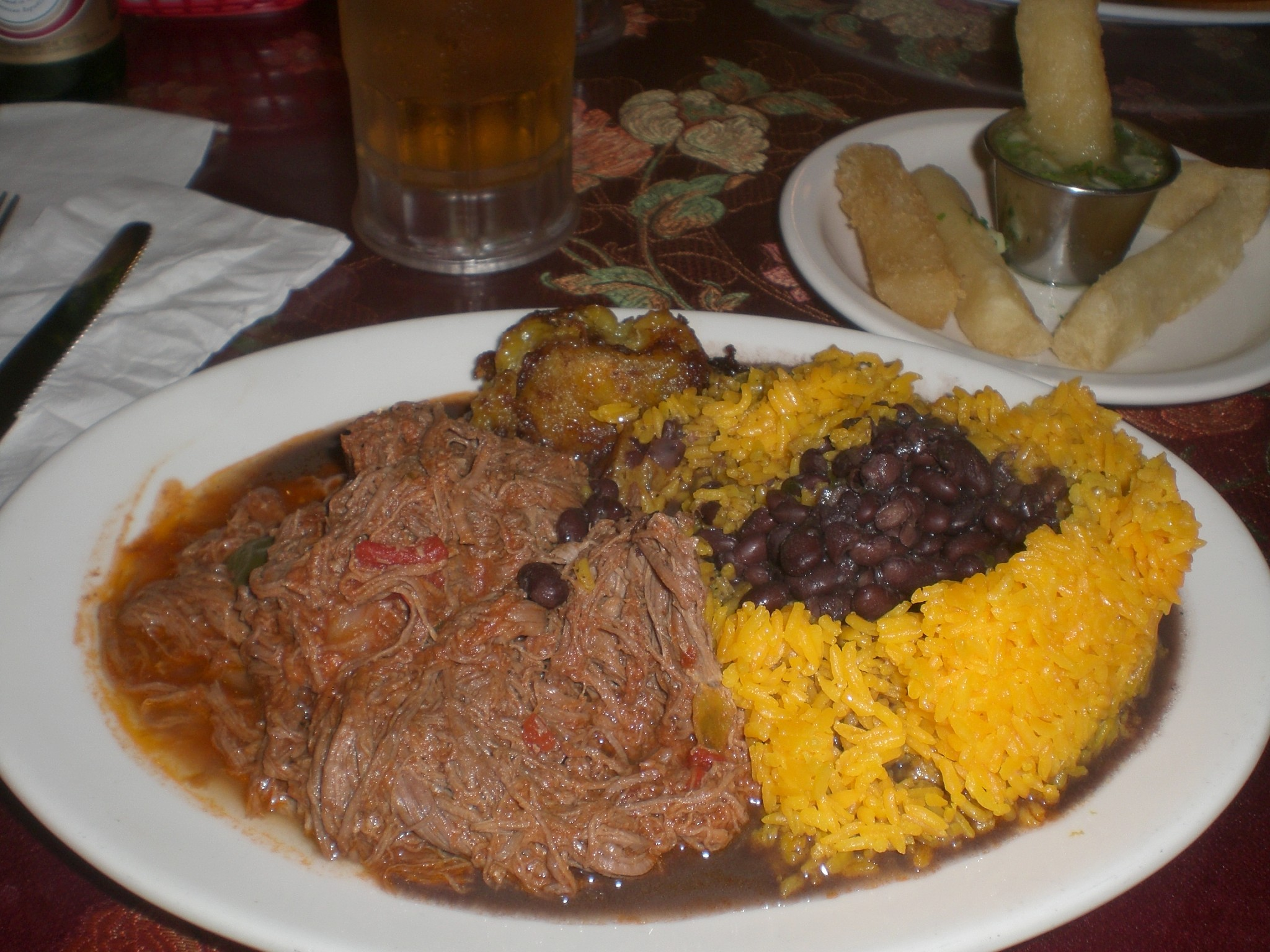
Ропа в'єха

Ро́па в'є́ха (ісп. Ropa vieja — «старий одяг») — м'ясна страва з гарніром з овочів, поширена на Кубі і в деяких інших країнах Латинської Америки.
Ропа в'єха вельми широко поширена на Канарських островах і на Кубі, у різних варіантах готується також у Венесуелі, Мексиці, Домініканській Республіці, Пуерто-Рико, в іспаномовних громадах США. Спочатку ця страва готувалася серед євреїв-сефардів середньовічної Іспанії, відома з XII століття. Пізніше поширилася на Канарських островах, звідти потрапила на Кубу.
Наразі основу ропи в'єхи становить м'ясо, тушковане в томатному соусі. На Канарських островах для цього береться яловичина, свинина або м'ясо птиці, в кубинському (латиноамериканському) варіанті використовується тільки яловичина різних видів, іноді комбінована між собою (грудинка, очеревина, шийна частина тощо).
Як гарнір до ропи в'єхи використовується відварений жовтий (на Кубі) або білий (в Мексиці) рис із часником як приправою, маніок, чорні боби, цибуля, зварені круто яйця (в Мексиці), банани.